# Fitsat-1

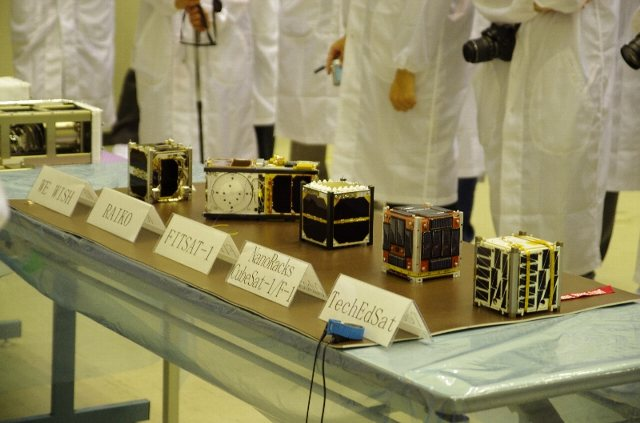
FITSAT-1 (dritter von rechts)

Fitsat-1, auch Niwaka, war ein japanischer Amateurfunksatellit mit Cubesat-Architektur, der am Fukuoka Institute of Technology auf der Insel Kyūshū gebaut wurde. Seine Hauptmission bestand darin, JPEG-Bilder in VGA-Auflösung zu übertragen. Die sekundäre Mission beinhaltete die Erforschung der optischen Satellitenkommunikation mittels LEDs.
Fitsat-1 wurde am 21. Juli 2012 mit dem HTV-3 vom Tanegashima Space Center gestartet und zur Internationalen Weltraumstation ISS gebracht. Von dort aus wurde er am 4. Oktober 2012, zusammen mit den vier anderen CubeSats TechEdSat 1, WE WISH, RAIKO und F-1, ins Weltall freigesetzt.
Der Satellit sendete digitale Daten auf 5840 MHz im 6-Zentimeter-Band mit einer Übertragungsrate von 115,2 kbps. Zusätzlich wurde auf 437,250 MHz (70-cm-Band) eine Bake in CW betrieben. Ebenfalls sendete ein Packet-Radio-Transceiver auf 437,445 MHz per AX.25 Telemetriedaten; gleichzeitig diente er zur Steuerung des Satelliten.
Auf seiner Sekundärmission kamen bei dem 10 cm × 10 cm × 10 cm großen Satelliten grüne LEDs mit einer Leistung von 30 W und einer Wellenlänge von 560 nm zum Einsatz. Diese sendeten in optischer Telegrafie parallel zur CW-Bake auf dem 70-cm-Band. Erste Tests über Japan und Europa im Dezember 2012 ergaben, dass es mithilfe eines Fotoverstärkers an einem Teleskop möglich war, die Morsesequenz optisch zu dekodieren.
Die COSPAR-Bezeichnung des Satelliten ist 1998-067CP, sein Rufzeichen lautete JG6YEW.
Der Satellit verglühte im Juli 2013 in der Erdatmosphäre.